# Thanh Trù
Thanh Trù là một xã thuộc thành phố Vĩnh Yên, tỉnh Vĩnh Phúc, Việt Nam.
Xã gồm các xóm: vị trù, xóm Đông, Xóm Đoài, Xóm Sắn, Vinh Quang, Xóm Rừng,thôn đồng sắn. Với dân số khá đông.
Trong xã có rất nhiều danh di tích lịch sử cần được tu bổ như: Đền Bà(Vinh Quang, Xã Thanh Trù, Vĩnh Yên, Vĩnh Phúc), Đình Thượng (Xóm Đoài, Xã Thanh Trù, Vĩnh Yên, Vĩnh Phúc), Đình Hạ (Xóm Đồng, Xã Thanh Trù, Vĩnh Yên, Vĩnh Phúc), Chùa Mai Sơn Tự (Xóm Rừng, Xã Thanh Trù, Vĩnh Yên, Vĩnh Phúc)...Sự tu bổ hệ thống đền chùa tại đây là hết sức cần thiết, bởi vì đa phần đã xuống cấp một cách nghiêm trọng do sự tàn phá của môi trường nơi đây.